# 倒披针叶珊瑚
倒披针叶珊瑚（学名：Aucuba himalaica var. oblanceolata）为绞木科桃叶珊瑚属喜马拉雅珊瑚的变种。分布于中国大陆的四川、湖南等地，生长于海拔700米的地区，一般生长在林中。

## 别名
木珊瑚（峨眉山）